# Alegeri legislative în Ecuador, 2021
Alegeri legislative vor avea loc în Ecuador pe 7 februarie 2021 pentru a determina cei 137 de membri ai Adunării Naționale. Acestea se vor organiza simultan cu primul tur al alegerilor prezidențiale din acel an.